# Helena Rasiowa
 Helena Rasiowa (20 de junho de 1917 — 9 de agosto de 1994) foi uma matemática polonesa. Trabalhou em fundamentos da matemática e lógica algébrica.

## Vida
Rasiowa nasceu em Viena em 20 de junho de 1917, de pais poloneses. Assim como a Polônia recuperou sua independência em 1918 , a família estabeleceu-se em Varsóvia. O pai de Helena era um especialista ferroviário. Ela exibiu muitas habilidades e interesses diferentes, da música à gestão de negócios e o mais importante de seus interesses, a matemática.
Em 1938, o tempo não era muito oportuno para entrar em uma universidade. Rasiowa teve que interromper seus estudos , já que nenhuma formação jurídica era possível na Polônia depois de 1939. Muitas pessoas fugiram do país, ou pelo menos eles fugiram das grandes cidades, que foram objecto de bombardeio alemão e terror. A família Rasiowa fugiram também, como a maioria dos funcionários do governo de alto escalão e membros do governo estavam sendo evacuados para Romênia. A família passou um ano em Kiev. Após a invasão soviética em setembro de 1939, a cidade foi tomada pela União Soviética. As vidas de muitos poloneses tornou-se ameaçadas de extinção, por isso o pai de Helena decidiu voltar para a Varsóvia.

## Desenvolvimento acadêmico
Rasiowa tornou-se fortemente influenciada pelos lógicos poloneses. Escreveu sua dissertação de mestrado sob a supervisão de Jan Łukasiewicz e Bolesław Sobocinski. Em 1944, a Revolta de Varsóvia estourou e, consequentemente, Varsóvia foi quase completamente destruída. Isto não foi apenas devido ao combate imediato, mas também por causa da destruição sistemática que se seguiu à revolta depois de ela ter sido suprimida.
Após a guerra, a matemática polonesa começou a recuperar suas instituições, seus humores e de seu povo. Aqueles que permaneceram considerando ter dever de reconstruir as universidades polonesas e a comunidade científica . Uma das condições importantes para esta reconstrução foi reunir todos aqueles que poderiam participar na recriação matemática. Nesse meio tempo, Rasiowa aceitou um cargo de professora em uma escola secundária. É aí que ela conheceu Andrzej Mostowski e voltou para a Universidade . Ela reescreveu sua tese de mestrado em 1945 e no ano seguinte, ela começou sua carreira acadêmica como assistente na Universidade de Varsóvia, a instituição que permaneceu ligada pelo resto de sua vida.
Na Universidade , ela preparou e defendeu sua tese de doutorado, Tratamento algébrico dos Cálculos funcionais de Lewis e Heyting, em 1950, sob a orientação do Prof Andrzej Mostowski. Este trabalho apontou para o principal campo de pesquisa o futuro da Rasiowa: métodos algébricos em lógica. Em 1956 obteve seu segundo grau acadêmico, Doktor nauk no Instituto de Matemática da Academia de Ciências polacas, onde , entre 1954 e de 1957, ela assumiu o cargo de Professora Associada, tornando-se professora em 1957 e, posteriormente, professora em tempo integral em 1967. Para o grau, ela apresentou dois trabalhos , modelos algébricos de teorias axiomática e Teorias construtivas, que juntos formaram uma tese denominada modelos algébricos de teorias elementares e suas Aplicações.

## Obras
- A matemática dos metamatemáticos  (1963 , juntamente com a Roman Sikorski)
- Uma abordagem algébrica de lógicas não-clássica (1967)